# راتانا

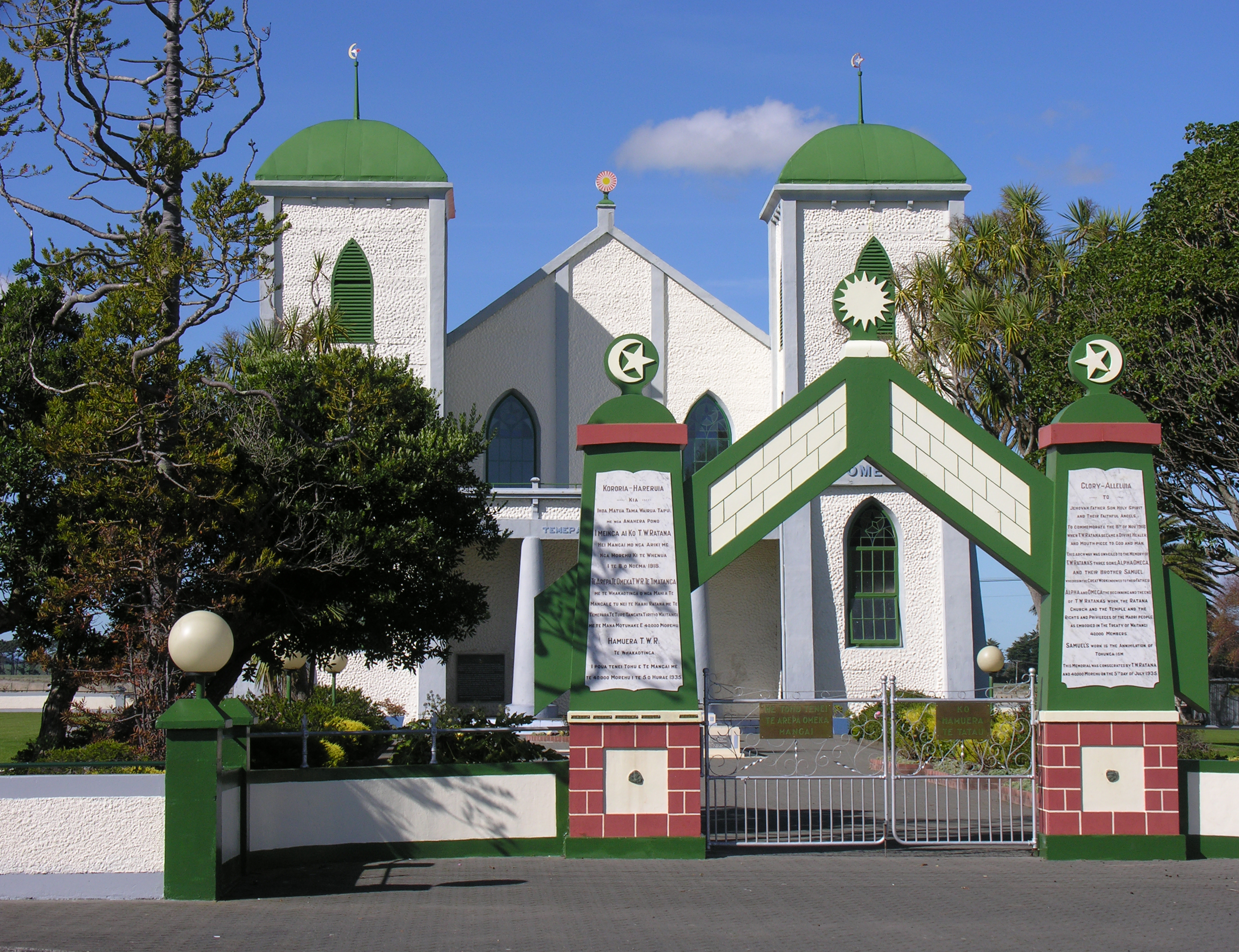
معبد راتانا.

حركة راتانا (بالماوريَّة: Te Haahi Rātana) هي كنيسة مسيحية وحركة سياسية إيويَّة ماوريَّة في نيوزيلندا. أسسها تاهوبتيكي وايرمو راتانا في أوائل القرن العشرين في نيوزيلندا، ويقع مقر كنيسة راتانا في مستوطنة راتانا با بالقرب من وانجانوي.
وفقاً لتعداد السكان في عام 2001، بلغ العدد الإجمالي لسكان نيوزيلندا الذين ينتمون إلى كنيسة راتانا حوالي 48,975 نسمة. ووفقاً لتعداد السكان عام 2013 يتبع حوالي 8.4% من مجمل الماوريين في نيوزيلندا كنيسة راتانا.
تتكون كنيسة راتانا من التوري ويروا أي «القوانين الروحيَّة» وتور تانغاتا أي «القوانين الجسديََة»، وكتابها المركزي هو الكتاب المقدس، على الرغم من أن الكتاب الأزرق، والذي كتب باللغة الماورية يحتوي على الصلوات والأناشيد، ويُستخدم في جميع الخدمات الكنسية. في عام 1924 سافرت مجموعة من بينها راتانا إلى أوروبا لتقديم عريضة دون جدوى إلى جورج الخامس ملك المملكة المتحدة وعصبة الأمم بشأن مصادرة الأراضي ومعاهدة وايتانغي. تم القيام برحلات لاحقة إلى الولايات المتحدة وكندا. وفي كل من برلمانات عام 1946 إلى عام 1948 وبين عام 1957 إلى عام 1960، اعتمد تشكيل الحكومة العمالية على أصوات أعضاء حركة راتانا. لم يكن جميع نواب حزب العمل الماوري أعضاء في كنيسة راتانا، لكن التحالف مع كنسية راتانا سمح لحزب العمال بالتمسك بجميع الناخبين الماوريين منذ عقد 1940 حتى عام 1996.